# Gävle praktiska realskola
Gävle praktiska realskola, var en kommunal realskola i Gävle verksam från 1964 till 1966.

## Historia
Skolan inrättades 1954.
Realexamen gavs från 1959 till omkring 1966.
Skolbyggnaden som var färdig 1956 blev efter realskoletiden plats för Gävle tekniska gymnasium, senare Polhemsskolan.